# Костнер, Изольде
Изольде Костнер (нем. Isolde Kostner; род. 20 марта 1975 года, Больцано, Италия) — итальянская горнолыжница, двукратная чемпионка мира и трёхкратный призёр Олимпийских игр. Специализировалась в скоростных дисциплинах (скоростном спуске и супергиганте).
Спортивное прозвище — «Изи» (Isi). Изольде — двоюродная сестра известной итальянской фигуристки, чемпионки мира и пятикратной чемпионки Европы Каролины Костнер. Отец Каролины и дядя Изольде Эрвин Костнер (род. 1958) был хоккеистом и выступал в составе сборной Италии на Олимпийских играх в Сараево. Брат Каролины и двоюродный брат Изольде Симон (род. 1990) также стал хоккеистом и выступал за сборную Италии.

## Спортивная карьера
В 1994 году в Лиллехаммере 18-летняя Изольде выиграла две олимпийские бронзовые награды — в скоростном спуске и супергиганте, причём в супергиганте итальянка уступила россиянке Светлане Гладышевой, выигравшей серебро, лишь 0,01 сек. В 1996 и 1997 годах Костнер дважды подряд выигрывала супергигант на чемпионатах мира. При этом в 1997 году в борьбе за золото Костнер опередила Катю Зайцингер всего на 0,08 сек. В 1998 году на Олимпиаде в Нагано она считалась одной из основных претенденток на золото в скоростных дисциплинах, но в скоростном спуске не сумела финишировать, а в супергиганте стала лишь 11-й (0,60 сек проигрыша чемпионке Пикабо Стрит). В 2001 году в Санкт-Антоне Костнер была близка к тому, чтобы третий раз выиграть супергигант на чемпионате мира, но уступила 0,05 сек француженке Режин Кавану. В 2002 году в Солт-Лейк-Сити, где Изольде была доверена честь нести флаг Италии на церемонии открытия Олимпиады, Костнер выиграла серебро в скоростном спуске, уступив ещё одной француженке — Кароль Монтийе. В супергиганте Изольде выступила неудачно — только 13-й результат. Изольде планировала принять участие в домашней Олимпиаде 2006 года в Турине, но была вынуждена отказаться от этой идеи, так как на тот момент ждала ребёнка. Свою последнюю гонку в карьере она провела 18 декабря 2005 года в Валь-д’Изере, уже будучи беременной.
В Кубке мира Костнер дебютировала 28 февраля 1993 года в возрасте 17 лет, а уже менее чем через год одержала свою первую победу, выиграв скоростной спуск в Гармиш-Партенкирхене 29 января 1994 года. Всего же за карьеру Костнер выиграла 15 этапов Кубка мира (12 в скоростном спуске и 3 в супергиганте), а в 2001 и 2002 годах выигрывала зачёт Кубка мира в скоростном спуске. Всего за карьеру она 10 раз попадала в 6-ку лучших в скоростном спуске по итогам Кубка мира, в том числе 9 раз подряд (1994—2002). В общем зачёте Кубка мира Костнер, которая довольно редко и не очень удачно выступала в других дисциплинах, кроме скоростного спуска и супергиганта, ни разу за карьеру не сумела попасть в тройку лучших — в 1996 и 2000 годах она занимала 4-е место. Всего за карьеру Костнер 51 раз поднималась на подиум на этапах Кубка мира, в 10-ку лучших попадала 105 раз.
Примечательно, что Костнер 35 раз поднималась на подиум в скоростном спуске на этапах Кубка мира, при этом не сумела выиграть ни одной медали в этой дисциплине на чемпионатах мира: на всех 6 чемпионатах мира, в которых Изольде участвовала, она была в десятке лучших в этой дисциплине, но ни разу не сумела подняться на пьедестал. Все три своих награды на чемпионатах мира она выиграла в супергиганте, который был для неё не столь успешен, как скоростной спуск — только 15 подиумов на этапах Кубка мира.
Среди других достижений Костнер можно отметить золото юниорского чемпионата мира 1993 года в супергиганте, а также 12 титулов чемпионки Италии (7 — супергигант, 4 — скоростной спуск, 1 — гигантский слалом).
Изольде несла флаг Италии во время церемонии открытия Олимпийских игр 2002 года в Солт-Лейк-Сити, а её двоюродная сестра Каролина была удостоена этой чести спустя 4 года на Олимпийских играх в Турине. На той церемонии Изольде появилась в подвенечном платье, осенью того же года она вышла замуж.

## После окончания карьеры

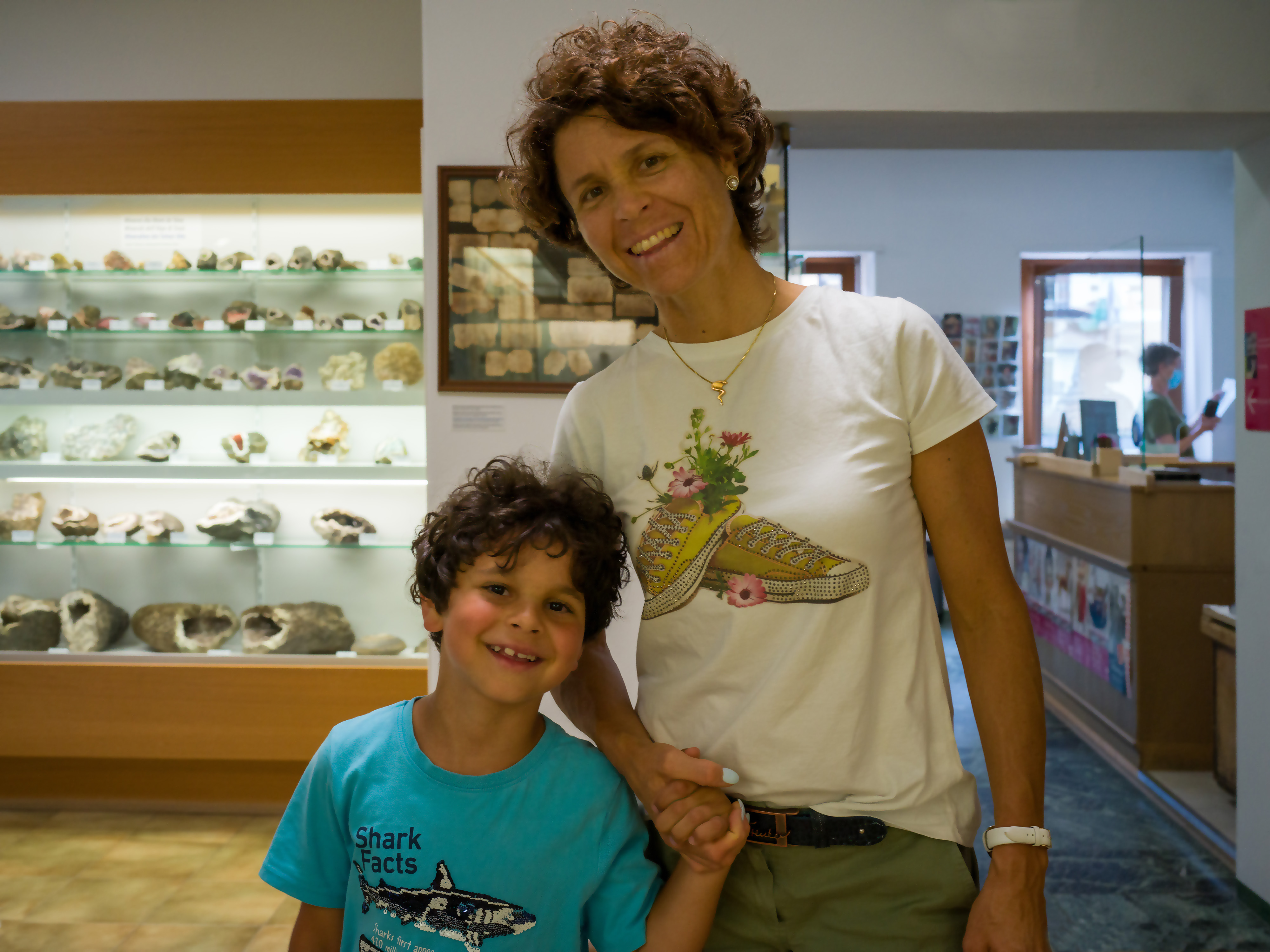
Костнер в 2022 году

Летом 2006 года Изольде родила сына Давида. 15 октября 2006 года 31-летняя Костнер вышла замуж за бывшего итальянского горнолыжника Вернера Ператонера (род. 1967). Позднее Изольде родила ещё двух сыновей — Габриэля и Филипа.

## Результаты на Олимпийских играх
| Олимпийские игры    | Скоростной спуск | Супергигант | Гигантский слалом | Слалом | Комбинация | Команды |
| ------------------- | ---------------- | ----------- | ----------------- | ------ | ---------- | ------- |
| 1994 Лиллехаммер    | 3                | 3           | —                 | —      | DNF2       | н/д     |
| 1998 Нагано         | DNF              | 11          | DNS               | —      | DNS        | н/д     |
| 2002 Солт-Лейк-Сити | 2                | 13          | —                 | —      | —          | н/д     |

## Выигранные Кубки мира
- Скоростной спуск (2) — 2000/01 и 2001/02